# Ukrajina na Letních olympijských hrách 2004
Ukrajinu na Letních olympijských hrách 2004 v Athénách reprezentovalo 239 sportovců, z toho 124 mužů a 115 žen. Nejmladším účastníkem byla Kateryna Zubkova (16 let, 32 dní), nejstarší pak Oleh Tkachov (42 let, 109 dní) . Reprezentanti vybojovali 23 medailí, z toho 9 zlatých, 5 stříbrných a 9 bronzových.

## Medailisté
| Medaile | Jméno | Sport                | Disciplína                      |
| ------- | --- | -------------------- | ------------------------------- |
| Zlato   | Jurij Bilonoh | Atletika             | Muži vrh kouli                  |
| Zlato   | Valerij Hončarov | Sportovní gymnastika | Muži bradla                     |
| Zlato   | Jurij Nikitin | Skoky na trampolíně  | Muži trampolina                 |
| Zlato   | Olena Kostevyčová | Sportovní střelba    | Ženy 10 metrů vzduchová pistole |
| Zlato   | Jana Kločkovová | Plavání              | Ženy polohový závod 200 m       |
| Zlato   | Jana Kločkovová | Plavání              | Ženy polohový závod 400 m       |
| Zlato   | Natalija Skakunová | Vzpírání             | Ženy do 63 kg                   |
| Zlato   | Elbrus Tedejev | Zápas                | Muži volný styl do 66 kg        |
| Zlato   | Iryna Merleniová | Zápas                | Ženy volný styl do 48 kg        |
| Stříbro | Olena Krasovská | Atletika             | Ženy 100 m překážek             |
| Stříbro | Roman Honťuk | Judo                 | Muži váha do 81 kg              |
| Stříbro | George Leončuk Rodion Luka | Jachting             | třída 49er class                |
| Stříbro | Ganna Kalininová Světlana Matevuševová Ruslana Taranová | Jachting             | třída Yngling class             |
| Stříbro | Ihor Razoronov | Vzpírání             | Muži do 105 kg                  |
| Bronz   | Dmytro Hračov Viktor Ruban Oleksandr Serďuk | Lukostřelba          | Družstvo mužů                   |
| Bronz   | Teťana Tereščuková | Atletika             | Ženy 400 m překážek             |
| Bronz   | Viktorija Sťopinová | Atletika             | Ženy skok vysoký                |
| Bronz   | Hanna Balabanovová Olena Čerevatovová Inna Osypenková Teťana Semykinová | Kanoistika           | Ženy K-4 500 m                  |
| Bronz   | Vladyslav Treťjak | Šerm                 | Muži šavle                      |
| Bronz   | Anna Bessonovová | Moderní gymnastika   | Ženy víceboj – jednotlivci      |
| Bronz   | Anastásia Borodinová Natalija Borysenková Hanna Burmystrovová Iryna Hončarovová Natalija Ljapina Halyna Markuševská Olena Radčenková Oxana Rajhelová Ludmila Ševčenková Teťana Šynkarenková Ganna Sjukalová Olena Cygicová Maryna Vergeljuková Olena Jacenková Larysa Zaspová | Házená               | Turnaj žen                      |
| Bronz   | Sergij Grin Sergij Biluščenko Oleg Lykov Leonid Šapošnikov | Veslování            | Muži párová čtyřka              |
| Bronz   | Andrij Serdinov | Plavání              | Muži motýlek 100 m              |